# Autriche aux Jeux olympiques d'hiver de 1992
L'Autriche participe aux Jeux olympiques d'hiver de 1992, organisés à Albertville en France. Cette nation prend part aux Jeux olympiques d'hiver pour la seizième fois de son histoire. La délégation autrichienne, formée de 58 athlètes (45 hommes et 13 femmes), remporte 21 médailles (6 d'or, 7 d'argent et 8 de bronze) et se classe au quatrième rang du tableau des médailles.

## Médaillés
| Médaille | Nom                                                         | Discipline          | Épreuve                           |
| -------- | ----------------------------------------------------------- | ------------------- | --------------------------------- |
| Or       | Ingo Appelt Harald Winkler Gerhard Haidacher Thomas Schroll | Bobsleigh           | Bob à quatre hommes               |
| Or       | Doris Neuner                                                | Luge                | Simple femmes                     |
| Or       | Ernst Vettori                                               | Saut à ski          | Tremplin normal hommes            |
| Or       | Petra Kronberger                                            | Ski alpin           | Combiné femmes                    |
| Or       | Petra Kronberger                                            | Ski alpin           | Slalom femmes                     |
| Or       | Patrick Ortlieb                                             | Ski alpin           | Descente hommes                   |
| Argent   | Angelika Neuner                                             | Luge                | Simple femmes                     |
| Argent   | Markus Prock                                                | Luge                | Simple hommes                     |
| Argent   | Martin Höllwarth                                            | Saut à ski          | Tremplin normal hommes            |
| Argent   | Martin Höllwarth                                            | Saut à ski          | Grand tremplin hommes             |
| Argent   | Heinz Kuttin Ernst Vettori Martin Höllwarth Andreas Felder  | Saut à ski          | Grand tremplin par équipes hommes |
| Argent   | Anita Wachter                                               | Ski alpin           | Combiné femmes                    |
| Argent   | Anita Wachter                                               | Ski alpin           | Slalom géant femmes               |
| Bronze   | Klaus Sulzenbacher                                          | Combiné nordique    | Individuel hommes                 |
| Bronze   | Klaus Ofner Stefan Kreiner Klaus Sulzenbacher               | Combiné nordique    | Relais hommes 3 × 10 kilomètres   |
| Bronze   | Markus Schmidt                                              | Luge                | Simple hommes                     |
| Bronze   | Emese Hunyady                                               | Patinage de vitesse | 3 000 mètres femmes               |
| Bronze   | Günther Mader                                               | Ski alpin           | Descente homes                    |
| Bronze   | Heinz Kuttin                                                | Saut à ski          | Grand tremplin hommes             |
| Bronze   | Michael Tritscher                                           | Ski alpin           | Slalom hommes                     |
| Bronze   | Veronika Stallmaier                                         | Ski alpin           | Descente femmes                   |